# Fort Carson
Fort Carson ist ein Census-designated place im El Paso County im US-Bundesstaat Colorado, Vereinigte Staaten, mit 13.813	 Einwohnern (Stand: 2010). Der Ort ist im Wesentlichen durch militärische Einrichtungen charakterisiert. Die geographischen Koordinaten sind: 38,74° Nord, 104,78° West. Die Fläche des definierten Gebietes beträgt 72,5 km2.

## Stationierte Einheiten
- 4. US-Infanteriedivision
  - 1. Heavy Brigade Combat Team (HBCT) (schwere Brigade)
  - 2. Heavy Brigade Combat Team (HBCT) (schwere Brigade)
  - 3. Heavy Brigade Combat Team (HBCT) (schwere Brigade)
  - 4. Infantry Brigade Combat Team (IBCT) (Infanterie-Brigade)
- 10th Special Forces Group (Airborne)
- 43. Logistikbrigade
- 71. Sprengmittelbeseitigungsbrigade

Bis Ende 2011 wurden folgende Einheiten in Fort Carson neu aufgestellt:
- 4. US-Infanteriedivision
  - 5. Infantry Brigade Combat Team (IBCT) (Infanterie-Brigade)

Zu Fort Carson gehört auch das fünf km südlich gelegene Butts Army Air Field, die Heimat der 4th Combat Aviation Brigade.

## Söhne und Töchter
- Shaham Joyce (* 1978), Popsänger
- Khiry Shelton (* 1993), Fußballspieler